# Sokolove
Sokolove  (ucraniano: Соколове) es una localidad del Raión de Ivanivka en el Óblast de Odesa de Ucrania. Según el censo de 2001, tiene una población de 129 habitantes.